# Tempio di Set

Logo del Tempio di Set

Il Tempio di Set è una società occulta iniziatica che pretende di essere il leader mondiale delle organizzazioni religiose appartenenti alla via della mano sinistra. Professano la filosofia setiana e la pratica magica.

## Storia
Il Tempio di Set fu creato nel 1975 dal tenente colonnello dell'esercito statunitense Michael Aquino e da un certo numero di sacerdoti appartenenti alla Chiesa di Satana, sia per gli screzi amministrativi e filosofici con i fondatori sia, come disse Aquino, perché erano disgustati dalla corruzione all'interno dell'organizzazione. Il Tempio di Set fu riconosciuto in California come organizzazione religiosa non-profit.

Anche se Aquino rimane un membro attivo all'interno del Tempio di Set, non ha più incarichi all'interno della organizzazione. La carica di Sommo Sacerdote è tenuta dalla Magistra Patricia Hardy, che successe ad Aquino nel 2004.

## Organizzazione
Nel Tempio di Set i membri sono organizzati in vari gradi di esperienza, di competenza e di conoscenza del metafisico.
Il Tempio di Set organizza un conclave annuale dove i membri del Tempio possono incontrarsi e scambiarsi idee e opinioni. Si tengono conferenze dove i membri discutono sui più vari argomenti e attività. Il conclave dura solitamente una settimana in una metropoli, usualmente negli Stati Uniti. Ci sono incontri regionali organizzati e tenuti dai Setiani interessati di loro iniziativa.
Oltre all'organizzazione internazionale, il Tempio racchiude Ordini e gruppi locali chiamati Piloni. I piloni esplorano un gran raggio di esercizi e argomenti di metafisica, poiché i loro membri sono determinati in base alla residenza. Negli ordini i membri condividono interessi specifici e le loro attività sono più approfondite negli argomenti di interesse.
Inoltre il Tempio rende disponibili ai membri una varietà di informazioni per le ricerche personali. La principale di queste risorse sono le Jewelled Tablets of Set (le "tavole ingioiellate di Set") che contengono informazioni sull'organizzazione e sui gradi. Il nucleo del loro insegnamento può essere trovato nel materiale dato ai membri del primo grado del Tempio, The Crystal Tablet of Set (la "Tavola di Cristallo di Set").  Tutti gli altri documenti si basano su questo.
Il Tempio ha una politica di adesione molto selettiva: meno della metà di tutti i candidati sono accettati per l'adesione dopo un periodo di prova di due anni. La maggior parte dei membri abbandona il Tempio per i più svariati motivi. Solo pochi membri rimangono nel Tempio più di un decennio. I membri pagano una quota di adesione. Il Tempio, anche se ammette membri da tutti i continenti tranne dall'Antartide, è una organizzazione prevalentemente statunitense.
Tutti gli amministratori e i lavoratori del Tempio di Set sono volontari. Alcuni ricevono rimborsi per le spese sostenute a causa del Tempio, ma nessuno riceve un salario. Tutti gli amministratori devono essere almeno sacerdoti.

## Dottrina
La dottrina trae ispirazione dalle opere di Aleister Crowley, Eliphas Lévi, Anton Lavey, Austin Osman Spare e Karl Maria Wiligut, nonché da quelle di John Milton, Giosuè Carducci, Nietzsche, Machiavelli, Jung, Freud e Stanley Kubrick, reinterpretate in chiave esoterica.
La loro dottrina si basa nel far avverare l'eone di Seth, chiamata Xeper, tramite la magia nera che li porterà a padroneggiare sé stessi e il mondo insieme a Seth. Per loro esiste una vita dopo la morte in cui in si viene dissolti nell'universo. Esaltano l'orgoglio, l'istinto, l'egoismo, la superbia, l'individualismo e l'autocoscienza.
Celebrano i cosiddetti sabba che sono: Imbolc, l'equinozio di primavera, la notte di Valpurga, Lammas, l'equinozio di Autunno, Halloween e il proprio compleanno. L'organizzazione dichiara il cristianesimo, l'Islam, il buddhismo, l'induismo, l'ebraismo, il comunismo e il New Age come i loro nemici da abbattere.

## Gradi
I setiani si identificano in diversi gradi di iniziazione. Questi gradi sono:
- Setian (setiano)
- Adept (adepto)
- Priest / priestess (sacerdote)
- Magister / magistra Templi (maestro del Tempio)
- Magus / maga (mago)
- Ipsissimus / ipsissima (medesimissimo)

Il sacerdozio nel Tempio di Set è dato solo a coloro che possiedono il terzo grado (o uno superiore). La piena adesione avviene quando si entra in possesso del secondo grado, dopo un periodo di circa due anni.